# Wilhelm Gottlieb von Tilesius von Tilenau
Wilhelm Gottlieb von Tilesius von Tilenau est un médecin, un naturaliste et un explorateur prussien, né le 17 juillet 1769 à Mühlhausen et mort le 17 mai 1857 dans cette même ville.

## Biographie
Il obtient son titre de docteur à Leipzig en 1801. Il fait paraître Musæ paradisiacæ icones en 1792 et d'autres publications naturalistes qui le font connaître du monde savant. Il fait paraître en 1802, Theorie des flechtenartigen Ausschläge sur les maladies comme le dartre.
En 1803, il se rend à Saint-Pétersbourg et fait un voyage autour du monde comme naturaliste sous les ordres du capitaine Adam Johann von Krusenstern (1770-1840), la première circumnavigation russe. Il revient à Saint-Pétersbourg en 1808. Il fait paraître le compte rendu de son voyage en 1813.
Il s'installe après à Mühlhausen, à Dresde en 1825 et à Leipzig en 1830.
Parmi ses autres publications, citons Naturhistorische Früchte der... Erdumsegelung (1813), Über die Cholera (1830-1831).
Il collabore à Zoographia rosso-asiatica de Peter Simon Pallas (1741-1811) dont il assure la parution du quatrième volume.

## Liste partielle des publications
- 1809 : Description de quelques poissons observés pendant son voyage autour du monde. Mém. Soc. Imp. Natural. Moscou v. 2 : 212–249, Pl. 13–17.
- 1811 : Piscium Camtschaticorum descriptiones et icones. Mem. Acad. Imp. Sci. St. Petersb. v. 3 : 225–285, Pl. 8–13.
- 1813 : Iconum et descriptionum piscium Camtschaticorum continuatio tertia tentamen monographiae generis Agoni blochiani sistens. Mem. Acad. Imp. Sci. St. Petersb., v. 4 : 406–478, Pl. 11–16.